# Alfred Moisiu
Alfred Spiro Moisiu, né le 1er décembre 1929 à Shkodër, est un ancien militaire et un homme politique albanais. Il est président de la République du 24 juillet 2002 au 23 juillet 2007.

## Biographie

### Seconde Guerre mondiale et après-guerre
Pendant la période de 1943 à 1945, il combat dans la guerre de la Libération de l'Albanie contre l'occupation allemande. En 1946, il est envoyé en Union soviétique en tant qu'étudiant. En 1948, il reçoit un diplôme de l'école militaire de technologie de Léningrad puis sert à Tirana comme chef de peloton à l'École d'officiers et en tant que professeur à l'Académie militaire de 1949 à 1951.

### Carrière militaire
De 1952 à 1958, il fréquente l'Académie de technologie militaire à Moscou où il reçoit un diplôme avec une médaille d'or pour l'excellence de ses études.  
De retour en Albanie, Moisiu continue sa carrière militaire dans le département des ingénieurs du ministère de la Défense. De 1967 à 1968, il assure les cours des plus hauts gradés du personnel général à l'Académie de la défense de Tirana. De 1966 à 1971, il commande une brigade de pontonniers à Kavajë. En 1971, il devient le chef du bureau de la technologie et des fortifications du ministère de la Défense (sous Enver Hoxha des milliers de casemates ont été construites pour la défense contre des États tenus pour hostiles).
En 1979, Moisiu obtient un doctorat en science militaire. Dès 1981, il est vice-ministre de la Défense. Auprès des ministres Beqir Balluku, Mehmet Shehu et Kadri Hasbiu, il exerce ce poste jusqu'en octobre 1982. Vraisemblablement en connexion avec le conflit entre Shehu et Enver Hoxha, Moisiu est envoyé à Burrel, où il sert comme commandant d'une compagnie d'ingénieurs de 1982 à 1984. Moisiu quitte le service actif en tant que général.

### Après la chute du bloc soviétique
Il revient à la vie publique en décembre 1991, quand il est nommé ministre de la Défense dans le gouvernement de Vilson Ahmeti, précédant le premier parlement démocratiquement élu en Albanie post-communiste. Il occupe ce poste jusqu'en avril 1992, où le premier gouvernement du Parti démocrate, mené par Aleksandër Meksi, est formé.
Le nouvel exécutif invite Moisiu à travailler en tant que consultant au ministère de la Défense. En 1994, Safet Zhulali le nomme vice-ministre chargé de l'élaboration de la politique de la défense de l'Albanie. Moisiu conseille de concentrer les efforts sur la reconstruction des forces armées qui sont en mauvais état, et aux préparations nécessaires pour rejoindre l'Otan. En 1994, il fonde l'Association albanaise de l'Atlantique Nord et est élu président. Le 24 janvier 1995, il signe un traité d'association liant l'Albanie au partenariat pour la paix de l'Otan.
Quand le Parti socialiste d'Albanie arrive au pouvoir en 1997, Moisiu perd son poste au ministère. Dans les années qui suivent, il prend part à des activités extra-gouvernementales, en organisant des conférences internationales où les problèmes de la sécurité et de la défense en Europe du Sud-Est sont discutés, comme le contrôle des armements et la collecte des armes détenues par des personnes civiles.

### Président de la République
En 2002, Moisiu devient le candidat consensuel de tous les principaux partis politiques pour la présidence de la République après la fin du mandat de Rexhep Meidani. Moisiu est choisi pour ce poste comme un chercheur, politiquement neutre, comme un réconciliateur efficace (une qualité très appréciée dans un pays prompt aux querelles intérieures) et pour une orientation vers l'Occident et l'Otan. Il est notamment soutenu par Sali Berisha et Fatos Nano.
Le 22 juillet, Moisiu est élu par le Parlement avec 97 voix pour, 19 contre et 14 abstentions. Deux jours plus tard, il devient président de la République pour cinq ans.
Après la réforme constitutionnelle de novembre 1998, la politique devient principalement la tâche du gouvernement, laissant au président un rôle représentatif. Moisiu promet de contribuer au renforcement de la démocratie parlementaire, de la stabilisation du système judiciaire et de l'intégration de l'Albanie aux structures euro-atlantiques.
Le lendemain du début de la présidence de Moisiu, le Premier ministre socialiste Pandeli Majko démissionne, et le président nomme Fatos Nano, le chef du Parti socialiste, comme nouveau Premier ministre.
Plus tard, Moisiu a fortement critiqué Nano pour sa concentration excessive du pouvoir et de la lenteur des réformes.

## Autres activités
Il comprend le russe, l'italien et l'anglais. Il a écrit beaucoup d'articles de recherches sur la science militaire, de la défense et la sécurité.